# Hacklinge
Hacklinge est un village du Kent, en Angleterre.